# Parteaguas

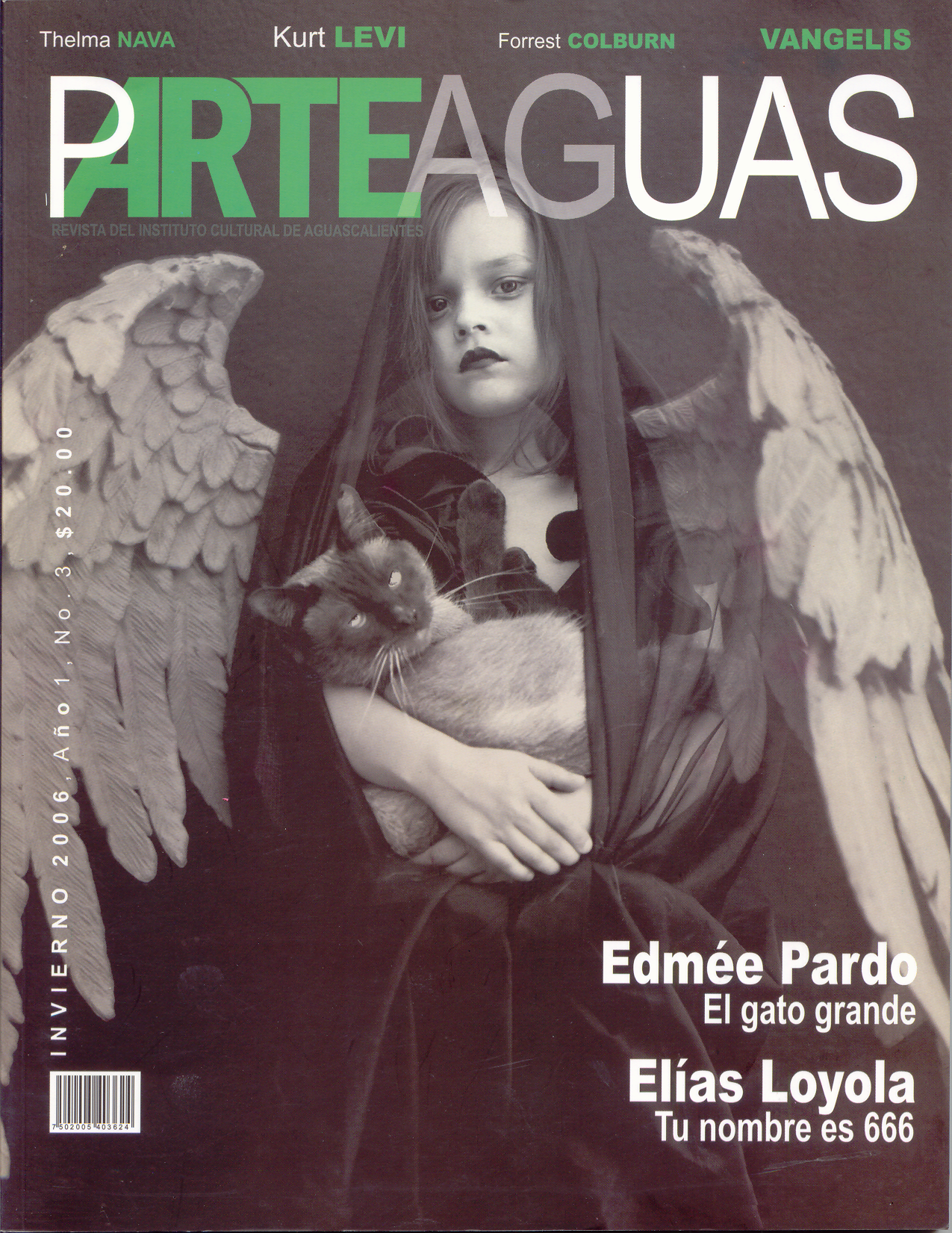
Número 3: "Los gatos".

Parteaguas fue una revista bimestral, publicada por el Instituto Cultural de Aguascalientes, México, entre 2005 y 2016. En sus páginas combinaba el ensayo, especialmente en ciencias sociales, la creación literaria y las artes plásticas. También publicaba reseñas de libros y tenía una sección de columnas. Especialmente en su primera época, destacó por el impacto de sus portadas, su innovador diseño, la calidad de sus colaboradores y su perspectiva multidisciplinaria.  
Parteaguas tuvo un tiraje de mil ejemplares, cada uno con más de cien páginas. Aunque no era monotemática, cada número abordaba un tema especial que ocupaba las páginas de un dossier. Desde su número inicial, abordó los temas de los parteaguas (verano 2005), los aniversarios (otoño 2005), los gatos (invierno 2006), la infancia (primavera 2006), el fútbol (verano 2006), Aguascalientes (otoño 2006), el mal (invierno 2007), los viajes (primavera 2007), bestiario (verano 2007), otros mundos (otoño 2007), los héroes (invierno 2008), Dios (primavera 2008), el futuro (verano 2008), el erotismo (otoño 2008), el humor (invierno 2009) y Los ismos (primavera 2009), temas que se presentaban desde diversos puntos de vista y estilos. 
En la revista  publicaron su obra Vangelis, Mark Ryden, Marcin Stawiarz, César Saldívar, Santiago Carbonell, Vicente Rojo, Gustavo Monroy, Carlos Pintado, José Castro Leñero, Miguel Castro Leñero, Rius y Tony Sandoval, entre otros. Para sus páginas escribieron Jean Meyer, Edmée Pardo, Morris Berman, Jean Charlot, Charles C. Kolb, Alan Jones (ex mánager de Sex Pistols), Víctor Sandoval, Gustavo Vázquez Lozano, Alberto Chimal, Rodolfo Castro, Guillermo Samperio, Alberto de Toro, Thelma Nava, entre muchos otros. Ocasionalmente presentó artículos y op-ed de publicaciones como The New York Times Magazine, Mother Jones y Dissent en colaboración con dichos medios. Parteaguas publicó una carta inédita de José Clemente Orozco sobre el muralismo mexicano y otra, también inédita, de Frida Kahlo. En uno de sus momentos más significativos, publicó antes que ningún otro medio el redescubrimiento del peto de la Virgen de Guadalupe que llevaba Miguel Hidalgo y Costilla en la Guerra de Independencia de México, cuando el Gobierno del Estado de Aguascalientes adquirió la pieza de un coleccionista.
La revista fue cancelada en 2017. 